# جمعية العمل الإسلامي
جمعية العمل الإسلامي المعروفة باسم حركة أمل هي واحدة من الجمعيات السياسية الإسلامية الشيعية الرئيسية في البحرين وأفرادها يتبعون الفيلسوف الإسلامي الشيعي الراحل محمد الحسيني الشيرازي والذي يعرف باسم «الشيرازيين».
قاطعت الجمعية الانتخابات العامة لعام 2002 جنبا إلى جنب مع العديد من الجمعيات المعارضة الأخرى ولكنهم شاركوا في الانتخابات البرلمانية لعام 2006 ولم يفوزوا بأي مقعد.
الجمعية وريثة المنظمة المتشددة الجبهة الإسلامية لتحرير البحرين بعدما تم العفو عنهم جميعا ضمن الإصلاحات السياسية من الملك حمد بن عيسى بن سلمان آل خليفة في عام 2001. على إثر الإصلاحات فقد عادوا من الخارج وأفرجوا عن المساجين وشكلوا جمعية العمل الإسلامي.
عفي عن الزعيم الروحي للجبهة الإسلامية لتحرير البحرين رجل الدين الشيعي العراقي هادي المدرسي الذي نال حق اللجوء في البحرين في عقد 1970 وحصل على الجنسية البحرينية ومارس الوعظ الديني. وكان قد طرد إلى إيران بعد أن أسس الجبهة وفي عام 1981 حاول العودة إلى البحرين رئيسا لحكومة ثيوقراطية عبر انقلاب فاشل.
اتهمت الجبهة من قبل الحكومة بالقيام بسلسلة من الهجمات الإرهابية على أهداف مدنية في عقد 1990 بما في ذلك هجوم بالقنابل على فندق الدبلومات في المنامة في عام 1996 مما أدى إلى إصابة أربعة أشخاص. قال متحدث عن الذين أعلنوا مسئوليتهم عن التفجيرات لوكالة اسوشيتد برس «وضعنا قنبلة في فندق الدبلومات قبل 20 دقيقة بعد العيد ونقول للحكومة بأننا سوف ندمر كل مكان».
في كثير من الأحيان يدعو الحزب للمظاهرات العامة والندوات السياسية مع التركيز على القضايا التي تؤثر على الأغلبية الشيعة الذين يحكمهم الاقلية السنية لعدة عقود. في سبتمبر 2005 علقت رخصته مؤقتا بعد عقد مهرجان مزدحم لتكريم المسجونين من قبل الحكومة للاشتباه في اشتراكه في محاولة الانقلاب الفاشل في 1981. استأنفت الجمعية أنشطتها بعد تعليق مؤقت.
الرئيس الحالي للجمعية علي محمد المحفوظ وهو شخصية معارضة منذ فترة طويلة ومقرب من هادي المدرسي. نائبه هو صلاح الخواجة.
على الرغم من التحالف مع جمعية الوفاق الوطني الإسلامية إلا أن العلاقة صعبة بسبب محاولات علي سلمان وغيره لتهميش الجمعية باعتبارها قاعدة شيرازية حسب المحفوظ. طالبت حركة أمل من الوفاق دعمها في انتخابات 2006 ولكن المتحدث الرسمي باسم حركة أمل جواد عبد الوهاب قال أن الوفاق لم ترد عليهم لأنهم يرغبون في الحصول على أكبر عدد من المقاعد. هذا الأمر أدى إلى أن يتهم أحد المهتمين بالشأن السياسي حركة أمل باتخاذ موقف على أساس المصالح الذاتية ولكن وفقا لمبادئ لامعة لتعزيز مكانتها. المناقشة حول المشاركة في الانتخابات دفعت نائب الرئيس صلاح خواجة إلى تقديم الاستقالة من الجمعية في مارس 2006 وإعلانه اعتزال العمل السياسي.
قبل فبراير 2011 قررت جمعية العمل الإسلامي دعم الاحتجاجات. خلال شهري فبراير ومارس عام 2011 انضم العديد من أعضاء حركة أمل للمحتجين المناهضين للنظام الملكي في ساحة دوار اللؤلؤة وتعهدوا بعدم الدخول في أي حوار حتى يخلى الملك حمد عن العرش. ونتيجة لذلك اعتقلت الحكومة كل القادة البارزين في حركة أمل وأغلقت المقر وحلت الجمعية.